# Итихад ве Тераки
„Итихад ве Тераки“ (на османски турски: اتحاد و ترقى; на турски: İttihat ve Terakki, в превод Единство и прогрес) е османски вестник, излизал в Солун, Османската империя от 28 юли 1908 година.
Публикува се от Мехмед Талат, който е директор на вестника, а преводач е Теодорос Иконому. Издание е на солунския Комитет за единство и прогрес (младотурската партия). Вестникът излиза 3 пъти седмично и се занимава с политика, наука и литература.